# Rapport från ett kallt fosterland
Rapport från ett kallt fosterland är ett studioalbum från 1980 av Anders F Rönnblom. Albumet innehåller en version av Rönnbloms största hitsingel, "Jag kysste henne våldsamt", som nådde tredjeplatsen på hitlistan i mars 1981. Musiker är Anders F, Pelle Holm, Danne Argenius, Mats Öberg och Hans Grapenmark.

## Låtlista
Sida 1
1. Det är bara jag (It'll Be Me) - 1:58
2. Kärlek och rock'n'roll - 2:50
3. Kalla fosterland - 4:36
4. Den fasta paviljongen i Säter - 1:53
5. Banditer - 0:51
6. Bakom den fina fasaden - 2:33
7. Calypso - 1:50
8. I jakten på Victoria (Balladen om dom svenska Dylankopiorna - 2:42
9. VPK och Cadillac - 3:04

Sida 2
1. På väg till horisonten - 2:54
2. Torbjörn Fälldin och hans tamburin - 3:06
3. Jag kysste henne våldsamt (23 mars 1980) - 3:25
4. Wilson, Chilton, Petty and Verlaine - 1:51
5. Seg deg - 2:02
6. Kvicksand - 3:02
7. Höstlöven faller på min grav - 2:37  - text med Keith Almgren
8. Salladsdagar - 2:28

Bonusspår på CD-utgåva
- Jag kysste henne våldsamt (Singelversion) - 3:25 (Bonusspår på F-box utgivningen)